# R. K. Narayan
Rasipuram Krishnaswami Ayyar Narayanaswami (in tamil: ராசிபுரம் கிருஷ்ணசாமி நாராயணசாமி; Chennai, 10 ottobre 1906 – Chennai, 13 maggio 2001) è stato uno scrittore indiano.
È tra i più conosciuti e i più letti scrittori indiani in lingua inglese. Fu varie volte candidato al premio Nobel per la letteratura e vinse il massimo riconoscimento letterario indiano, ovvero il National Prize della Sahitya Akademi, con The Guide (1958).

## L'opera e il successo in Occidente
Autore di quattordici romanzi e svariate raccolte di racconti e altri scritti, tutti in inglese, fu scoperto da Graham Greene che, entusiasta del suo primo romanzo Swami and friends (1935), s'adoperò per trovargli un editore in Occidente. Greene gli rimase amico per una vita e ne decretò il successo nel mondo anglosassone, ove Narayan fu per lungo tempo, prima del caso Salman Rushdie, forse il più noto narratore di origini indiane.
Paragonato a Faulkner, ma anche definito un "Čechov indiano", ammirato tra gli altri da W.S. Maugham e John Updike, Narayan privilegia uno stile assai semplice e una scrittura realistica e molto scorrevole, che risulta di grande godibilità anche in traduzione. Notevole è la sua capacità di evidenziare l'umorismo delle situazioni, in una società provinciale in cui si agitano bottegai e avvocaticchi, ex mendicanti e affaristi, una piccola avida borghesia che vive frenetica accanto al vecchio statico mondo dei contadini e dei santoni.
I suoi romanzi sono ambientati nella cittadina immaginaria di Malgudi, soprattutto nelle strade e negli ambienti popolari, un microcosmo dell'India Meridionale che riflette ancora i valori e le usanze del mondo rurale e arcaico indiano, ma insieme anche l'incontro/scontro con la modernizzazione che avanza inesorabile. Sennonché la cifra narrativa di Narayan è quella dell'ironia, della distaccata ma acuta osservazione dei mutamenti in atto, piuttosto che quella della denuncia sociale o politica.
Notevole è anche il continuo riferimento dei suoi personaggi e ambienti al patrimonio letterario e religioso dell'India (i libri sacri, le tradizioni e i riti indù), particolarmente amato e studiato dall'Autore, il che fa di Narayan il cantore di un mondo che, pur non chiudendosi al Moderno, resta sempre profondamente orgoglioso della propria identità e del proprio patrimonio culturale.

## Opere tradotte in italiano
- Swami and Friends, 1935 (Swami e i suoi amici, trad. di Marina Manfredi, Giunti,  Firenze, 1997)
- The Bachelor of Arts, 1937 (Il laureato, trad. di Tatiana Moroni, Marcos y Marcos, Milano, 2002)
- The Dark Room, 1938 (La stanza di Savitri, trad. di Marina Manfredi, Giunti, Firenze,  1998)
- The English Teacher, 1945 (L'insegnante di inglese, trad. di Daniela Bezzi,  Guanda, Parma, 2006)
- Mr. Sampath the printer of Malgudi, 1948 (Il nostro amico Sampath, trad. di Claudia Tarolo, Marcos y Marcos, Milano, 2000)
- The Financial Expert, 1952 (Il mago della finanza, trad. di Chiara Gabutti, Il sole-24 ore, Milano, 2000)
- Waiting for the Mahatma, 1955 (Aspettando il Mahatma, trad. di Claudia Tarolo, Zanzibar, Milano, 1993; Guanda, Parma, 2001)
- The Guide, 1958 (La grande frode, trad. di Gianna Tornabuoni, Frassinelli, Torino 1959; Adelphi, Milano 1972; con il titolo Raju della ferrovia, trad. di Claudia Tarolo, Zanzibar, Milano, 1994)
- The Man-Eater of Malgudi,1961 (Malgudi, trad. di Maria Pia Lori, Rizzoli, Milano, 1967; con il titolo Un elefante per Malgudi, trad. di Francesca Neri, Giunti,  Firenze, 1999)
- Gods, Demons and Others, 1964 (Dei e demoni dell'India, trad. di Riccardo Mainardi, Guanda, Parma, 1997; TEA, Milano, 2001)
- The Vendor of Sweets, 1967 (Un matrimonio indiano, trad. di L. Bianciardi, Rizzoli, Milano, 1970)
- The Ramayana, 1973 (Il Ramayana raccontato da R. K. Narayan, trad. di Riccardo Mainardi, Guanda, Parma, 1991)
- The Painter of Signs, 1977 (Il pittore di insegne, trad. di Antonio Bertolotti, Zanzibar, Milano, 1991; Giunti,  Firenze, 1998)
- The Mahabharata, 1978 (Il Mahabharata raccontato da R. K. Narayan, trad. di Riccardo Mainardi, Guanda, Parma, 1990; TEA, Milano, 1996)
- A Tiger for Malgudi, 1983 (Una tigre per Malgudi, trad. di Giuseppe Bernardi, Guanda, Parma, 1997; TEA, Milano, 2001)
- Talkative Man, 1986 (Il chiacchierone, trad. di Federica Oddera, Guanda, Parma, 1999)
- The World of Nagaraj, 1990 (Il mondo di Nagaraj, trad. di Eileen Romano, Zanzibar, Milano, 1991)
- Grandmother's Tale, 1992